# سيفارانثاين
سيفارانثاين هو مركب مضاد للالتهابات ومضاد للأورام معزول عن نبتة ستيفانيا (Stephania). بسبب هذه الطرائق، فقد ثبت أنه فعال ضد فيروس تي- الليمفاوي البشري في أبحاث المختبر.
بالإضافة إلى ذلك، تم استخدامه بنجاح لعلاج مجموعة متنوعة من الحالات الطبية، بما في ذلك قلة الكريات البيض الناجم عن الإشعاع وفرفرية قليلة الصفيحات مجهولة السبب والثعلبة ولدغات الثعابين السامة وجفاف الحلق والساركويد وفقر الدم الحران والعديد من الحالات المتعلقة بالسرطان. لم يلاحظ أي مشاكل تتعلق بسلام استعماله، ونادرا ما أبلغ عن الآثار الجانبية.
ورد ذكره ضمن الأدوية التي يحتمل عن احتمال فائدتها في علاج مرض فيروس كورونا 2019.